# Pantelism
Pantelism (av gr. pan, "allt", och thefléin, "vilja"), filosofisk teori som fattar viljan som alltings innersta väsen. Pantelismen ser alltså att verkligheten i grund och botten är vilja. Fichte den äldre och Schopenhauer omfattade en sådan åsikt.